# Letiště Praha-Vodochody
Letiště Praha-Vodochody (ICAO: LKVO, IATA: VOD) je mezinárodní neveřejné civilní letiště nacházející se po obou stranách hranice okresů Mělník a Praha-východ, přibližně 7 km severně od okraje Prahy, především v katastrálních územích Vodochody u Prahy a Hoštice u Vodochod obce Vodochody, okraji zasahuje též do katastrálních území Máslovice, Zlončice, Postřižín a Klíčany. Nachází se severně od vesnic Máslovice, Vodochody a Hoštice, jižně od vesnic Postřižín a Dolínek a města Odolena Voda, západně od vesnice Panenské Břežany. Je součástí areálu podniku Aero Vodochody. Disponuje hlavní, 2500 m dlouhou asfaltobetonovou ranvejí a 1400 m dlouhou záchrannou dráhou.

## Historie
Zpevněná přistávací plocha na místě dnešního letiště vznikla v roce 1942, kdy ji využívala německá armáda. Po druhé světové válce vznikl v její blízkosti nový areál letecké továrny Aero (zprovozněn v roce 1953), která původní německé letiště začala využívat.

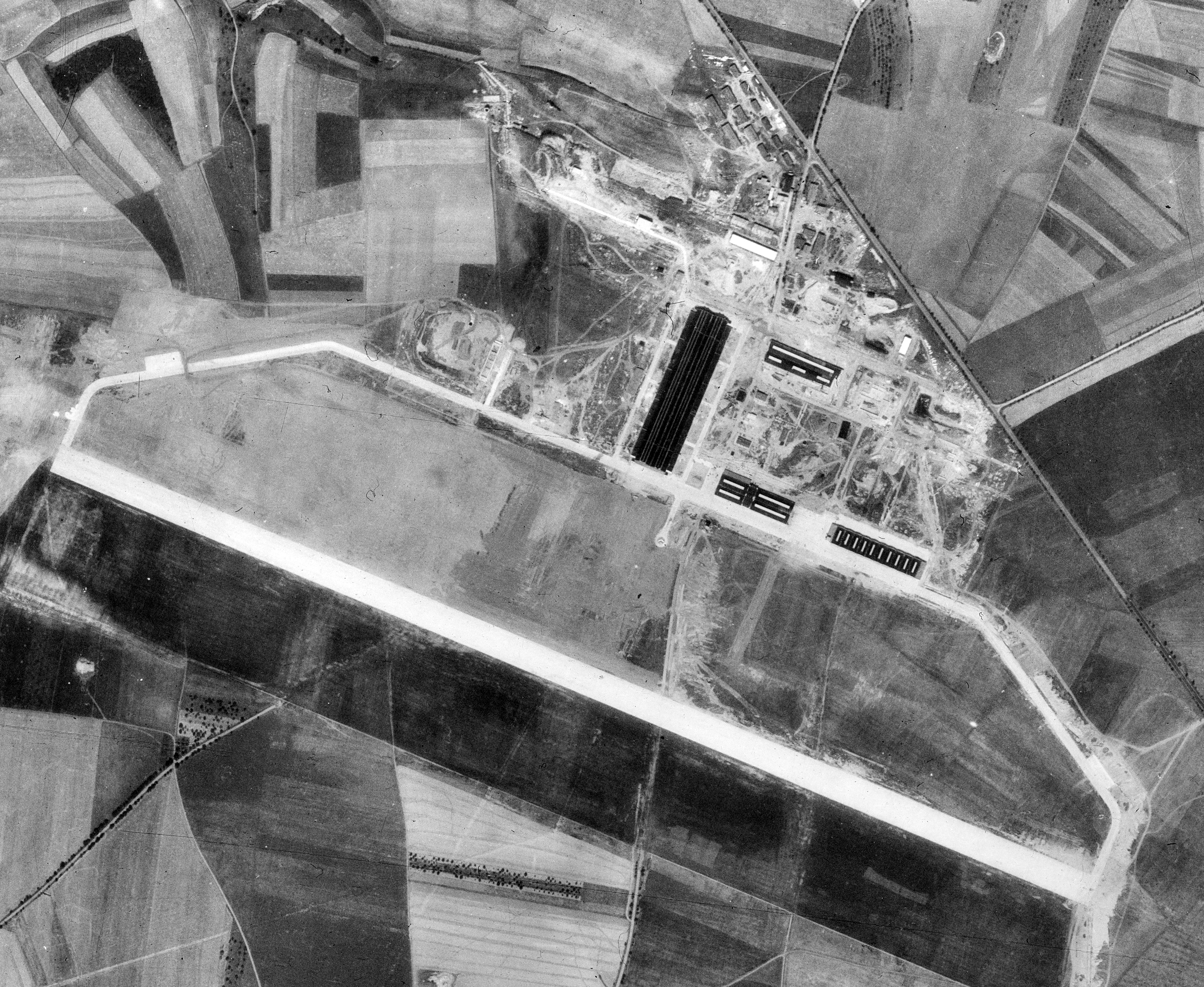
Letecký snímek rozestavěné továrny a letiště (1953)

Po privatizaci společnosti Aero Vodochody firmou Oakfield, a.s. (jediným akcionářem společnosti byla v době prodeje společnost Penta) došlo k oddělení letiště od továrny a vzniku nové společnosti. Firma Letiště Vodochody, a.s. byla zapsána do obchodního rejstříku v listopadu 2007. Generálním ředitelem se stal Martin Kačur.
Od 21. července 2011 má letiště Vodochody přidělen nový identifikační kód IATA VOD.

### Záměr rozšíření
Již v únoru 2009 podal majitel na Ministerstvo životního prostředí záměr přeměnit stávající firemní letiště na mezinárodní letiště pro nízkonákladové společnosti. Byla plánována přestavba letiště na moderní mezinárodní veřejný terminál, který by měl konkurovat ruzyňskému letišti. Jeho maximální kapacita má být 35 000 pohybů letadel ročně a přeprava 3,5 milionu cestujících. Počítalo se s tím, že na letiště by mohla létat letadla typu Boeing 737 a Airbus A320, denně mělo být odbaveno 48 letadel.
Proti záměru se od samého počátku postavily okolní obce, které 25. června 2009 v Kralupech nad Vltavou ustanovily Sdružení proti letišti Vodochody. V roce 2010 proběhla ve 12 obcích místní referenda, v nichž se obyvatelé vyjádřili vždy proti záměru. Jen pro zastupitele v obci Odolena Voda nebylo referendum závazné, protože se nedostavilo požadovaných 35 % obyvatel. Záměr původně schválil i Středočeský kraj za vedení hejtmana Davida Ratha. V dotčených obcích se utvořila občanská sdružení, která vytrvale upozorňovala na problémy spojené se záměrem, jeho rizika i ve vztahu k neprůhledné vlastnické struktuře investora či problémům, kterým čelil na Slovensku v souvislosti s kauzou Gorila.
V roce 2013 se nové krajské vedení s hejtmanem Josefem Řihákem vyjádřilo proti záměru rozšířit letiště, protože „nebyly vypořádány všechny připomínky obyvatel obcí dotčených provozem dopravního terminálu“. Vedení kraje se také domnívá, že „studie EIA je chybná, neboť nepočítá se synergickými vlivy stavby“ a „nezohledňuje, že negativní vlivy, jako například hluk, prašnost, velká dopravní zátěž a další, se sčítají.“ Iniciativě Stop Letišti Vodochody vadilo, že studie EIA obsahuje 124 právně nevymahatelných podmínek.
Od roku 2021 má letiště nové majitele a s rozšířením se již nepočítá.